# مصلحة وطنية
المصلحة الوطنية و يتلخص بأهداف الدولة وطموحاتها سواء كانت اقتصادية أو عسكرية أو ثقافية. وهو من أهم المفاهيم مهم في العلاقات الدولية حيث تسعى كل دولة لتحقيق المصلحة الوطنية الخاصة هي الأساس للمدرسة الواقعية.
تتعد أوجه المصلحة الوطنية لكن الأساس هو بقاء الدولة وأمنها. و لسعي وراء الثروة والنمو الاقتصادي والقوة. كثير من الدول، كما برز في العصر الحديث أهمية المحافظة على الثقافة الوطنية.

## تاريخ المبدأ
كان ينظر إلى المصلحة الوطنية في بداية التاريخ البشري على أنه عنصر ثانوي بعد الدين والأخلاق وكانت هناك حاجة لخلق تبريرات من أجل الدخول في حرب. ويعتبر أول من أطلق مفهوم المصلحة الوطنية نيكولو مكيافيلي.
أما أول من طبق هذا المفهوم فكان الفرنسيين من قبل رئيس الوزراء ريشيليو ضمن حرب الثلاثين عاما عندما ساند البروتستانت على الرغم من خلفيته الكاثوليكية لمنع ازدياد قوة الإمبراطورية الرومانية المقدسة.
يمكن للدول أن تشرع بإعلان الحرب بدافع صرف من المصلحة الوطنية. وينظر إليها باعتبارها جزءاً المركنتيلية والمبررات الاقتصادية كما أن السياسة الخارجية أصبحت موجهة نحو السعي إلى المصلحة الوطنية وهي الأساس الذي تقوم عليه المدرسة الواقعية في العلاقات الدولية.